# Dane Korica

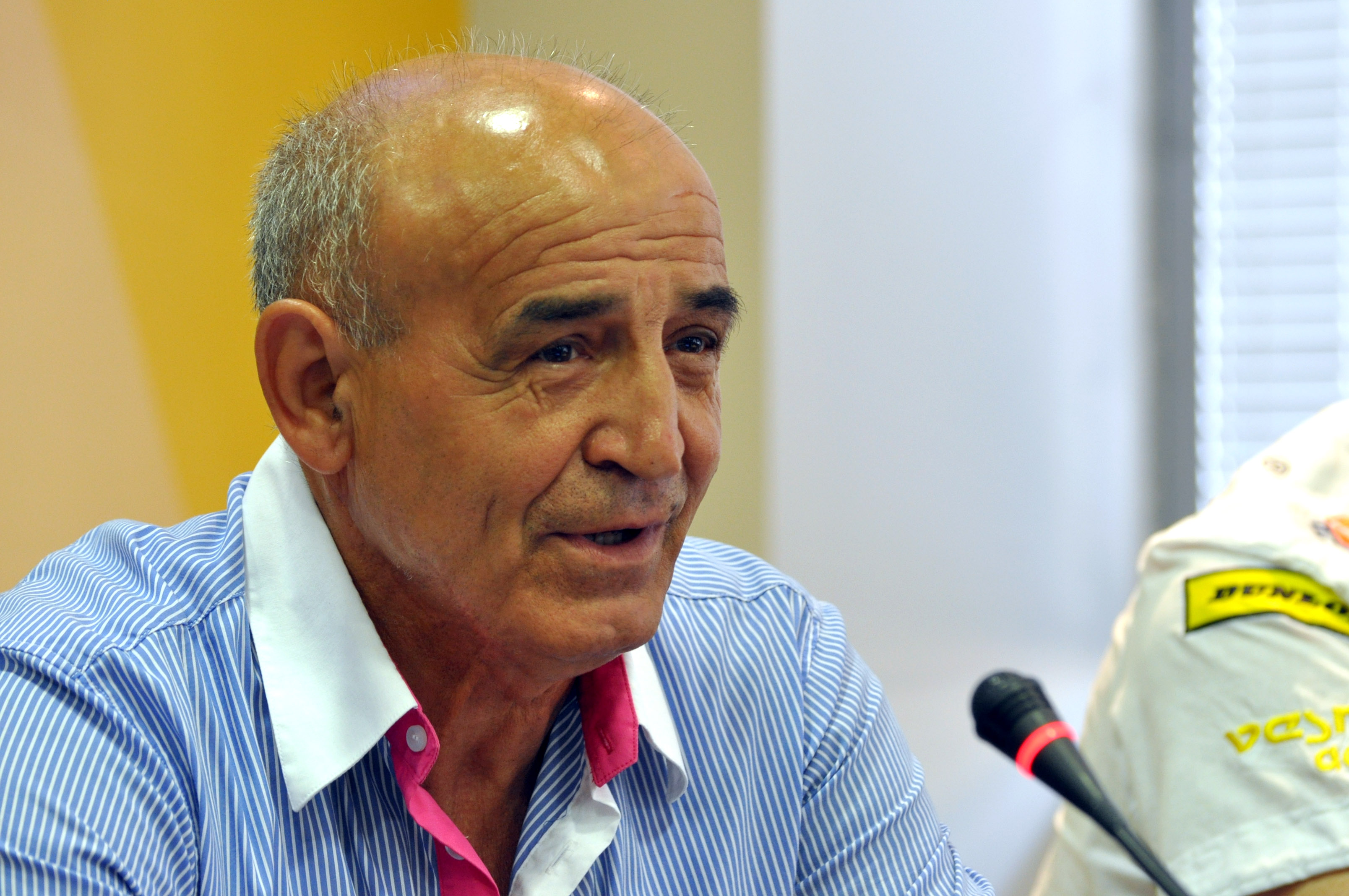
Dane Korica

Dane Korica (eigentlich Danijel Korica; * 10. Juni 1945 in Kutinska Slatina, Gespanschaft Sisak-Moslavina) ist ein ehemaliger jugoslawischer Langstreckenläufer.
Über 3000 Meter wurde er bei den Europäischen Hallenspielen 1968 in Madrid Fünfter und 1969 in Belgrad Sechster.
Bei den Europameisterschaften 1969 in Athen wurde er Fünfter über 5000 Meter und Zehnter über 10.000 Meter. 1971 wurde er bei den Europameisterschaften in Helsinki jeweils Vierter über 5000 Meter und 10.000 Meter.
Bei den Olympischen Spielen 1972 in München kam er über 10.000 Meter auf den siebten Platz. 1973 siegte er bei der Universiade über 10.000 Meter.
Je sechsmal wurde er Jugoslawischer Meister über 5000 Meter (1968–1973) und 10.000 Meter (1968–1973) und dreimal im Crosslauf (1966, 1971, 1972).

## Persönliche Bestzeiten
- 3000 m: 7:56,8 min, 24. September 1969, Berlin
  - Halle: 8:04,4 min, 9. März 1969, Belgrad
- 5000 m: 13:31,2 min, 30. Juni 1971, Helsinki
- 10.000 m: 27:58,4 min, 10. August 1971, Helsinki